# Aérodrome de Tahsis
L'aérodrome de Tahsis est un aérodrome situé en Colombie-Britannique, au Canada.